# Vizigótská říše
Vizigótská říše, resp. Království Vizigótů (latinsky Regnum Visigothorum), vlastním názvem Království Gótů (latinsky Regnum Gothorum, gótsky Gutþiuda Þiudinassus), také Tolosánské království (latinsky regnum Tolosanum), od druhé poloviny 6. století se podle nového hlavního města Toleta (Toleda) užívá též označení Toletské království (latinsky regnum Toletanum), jsou názvy pro raně středověké barbarské království založené germánskými Vizigóty s centrem ve městě Tolosa (Toulouse), které existovalo v jihozápadní Evropě přibližně v letech 418–720. Po prohrané bitvě u Vouillé roku 507 říše ztratila většinu Galie a později zůstala omezena jen na bývalou Hispánii. Třetí toledský koncil (589) znamenal přechod od ariánského k chalkedonskému křesťanství vyznávaného římskou církví. Poté zde působil Isidor ze Sevilly, poslední ze západních církevních Otců. Říše Vizigótů zanikla v důsledku islámské expanze. V roce 711 umajjovský velitel Tárik ibn Zijád překročil Gibraltar, porazil Vizigóty v bitvě u Jérez de la Frontera a během několika příštích let muslimská vojska dobyla prakticky celou Vizigótskou říši a její území bylo připojeno k Umajjovskému chalífátu.

## Historie

### Vizigóti v Akvitánii

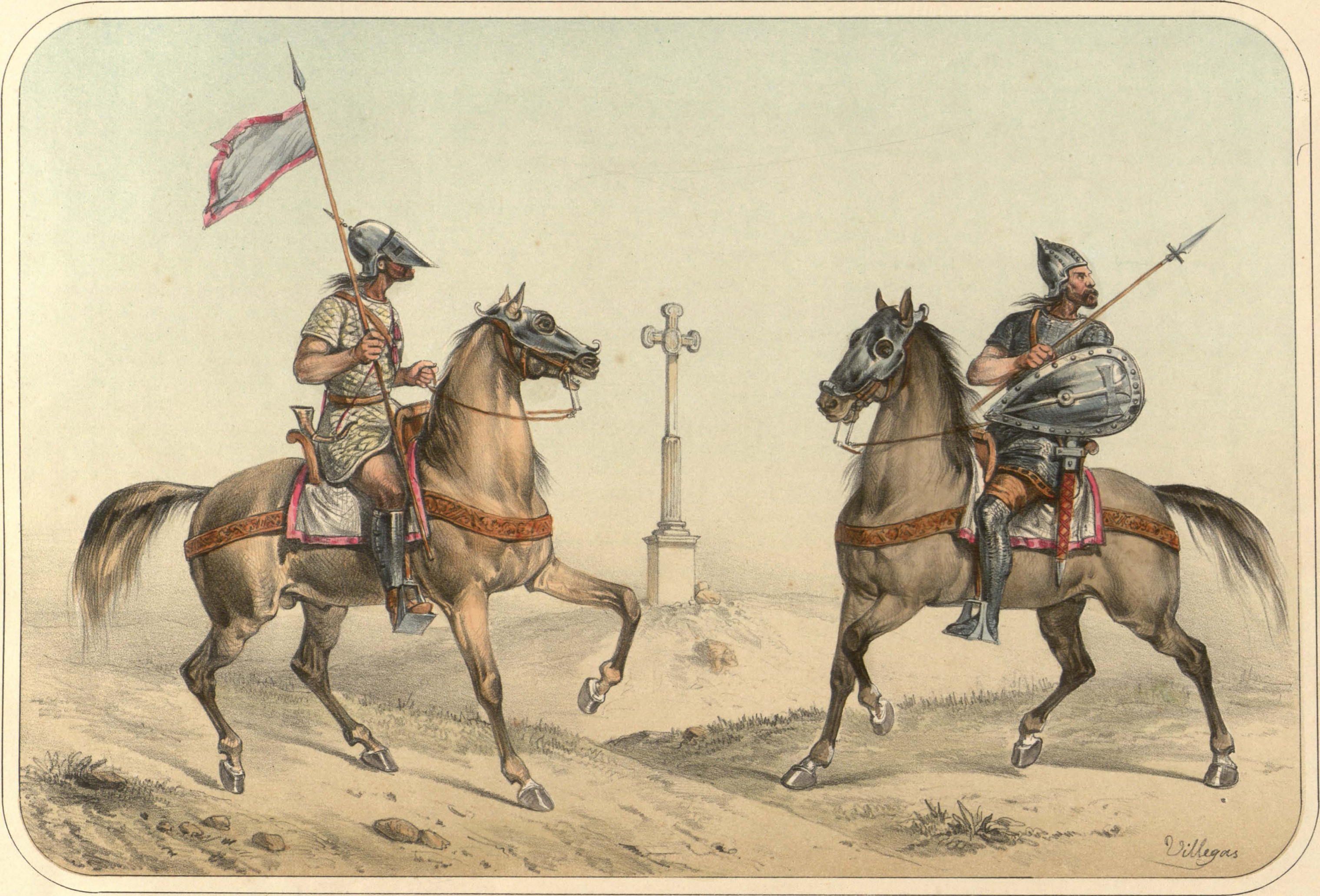
Vizigótští jezdci, představa 19. století

Po Alarichově smrti byl zvolen králem jeho švagr Athaulf (410–415), který odvedl na žádost císaře Honoria Vizigóty z Itálie. Původně bylo Vizigótům po vyplenění Říma roku 410 určeno místo v Akvitánii na jihozápadě Galie. Honorius si přál, aby Vizigóti pokračovali v bojích v Hispánii s Vandaly, Svéby a Alany, proto je roku 419 oficiálně usídlil jako foederáty v Akvitánii, odkud měli jako římští spojenci bojovat s útočícími barbary. Když dobyli jihozápadní část země (Akvitánii), začali se zde usazovat, vznikl útvar s centrem ve městě Tolosa (Toulouse). Po pádu Západořímské říše se jejich území začalo rozšiřovat na Pyrenejský poloostrov do oblasti bývalé provincie Hispánie, zatímco v Galii byli ohrožováni rozpínající se Chlodvíkovou franskou říší.
Athaulf, který byl jmenován vrchním římským velitelem pro Galii, usiloval o větší legitimitu postavení Vizigótů na římském území, a proto se oženil s nevlastní Honoriovou sestrou Gallou Placidií, která byla vizigótskou zajatkyní. Již v té době pronikali Vizigóti za Pyreneje, kde bojovali s germánskými Vandaly. Během těchto bojů byl Athaulf roku 415 v Barceloně zavražděn.

### Založení tolosánského království

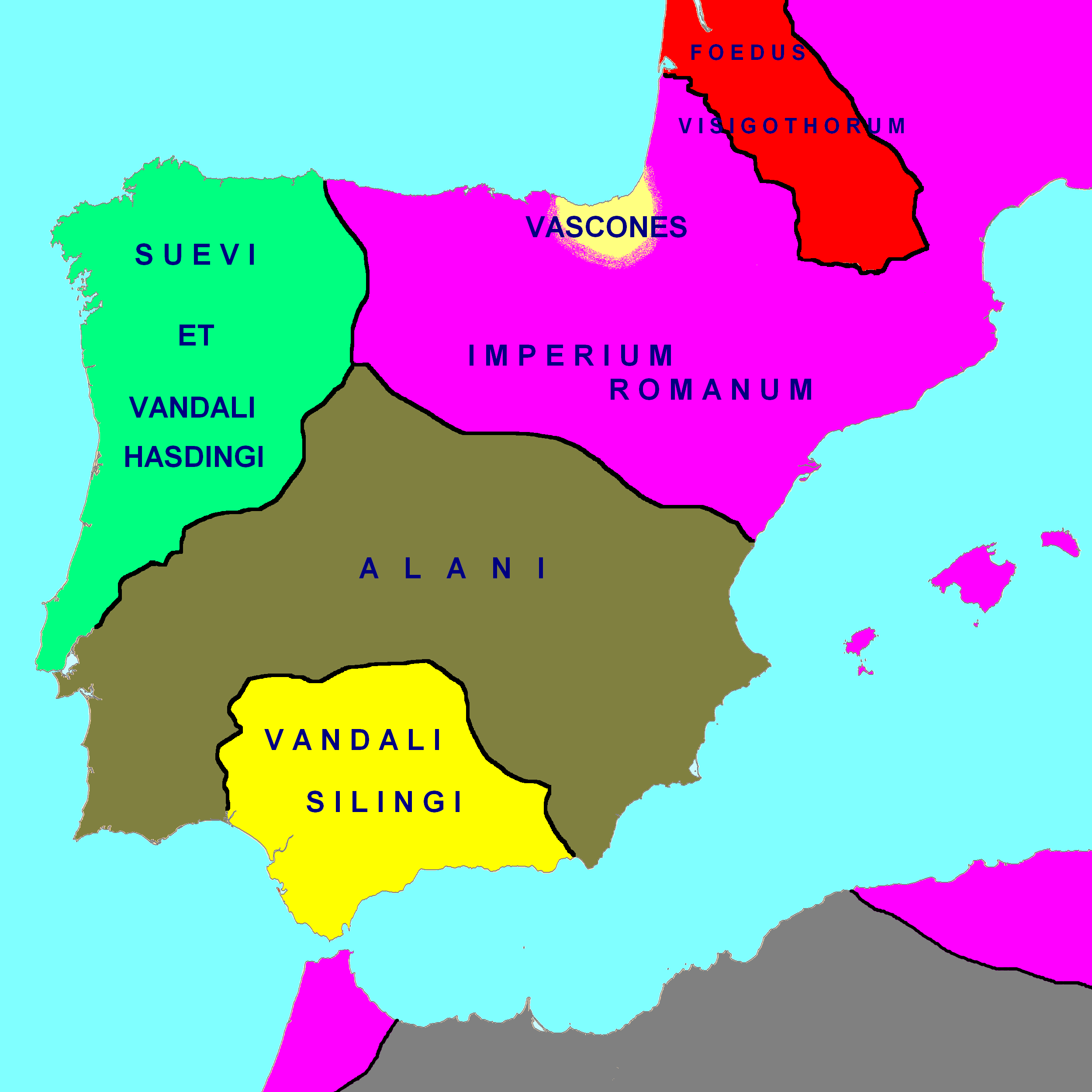
Tolosánské království roku 418 (červená), Západořímská říše (fialová), ostatní území patří Svébům, Alanům a Vandalům

Vizigóti poté na svěřeném území vybudovali vlastní království, de facto první tzv. barbarskou říši na římském území, nazývanou podle města Tolosy, dnešního Toulouse, které zvolil vizigótský král Wallia za svoji rezidenci, tolosánské království. Přestože až do roku 476 králové fakticky uznávali římskou nadvládu, bylo království prakticky na Římě nezávislé.
V průběhu 5. století, poznamenaného rozkladem západořímské říše, rozšířili Vizigóti svou moc do střední Galie a dále pronikali do nitra bývalé provincie Hispánie. Dobytí většiny jejího území netrvalo příliš dlouho. Ovládnout se jim nepodařilo pouze severozápadní oblasti, kde se již etablovala moc jiného germánského etnika, Svébů. Po roce 500 se postupně vyhrotily vztahy Vizigótů s Franky, postupujícími pod vedením krále Chlodvíka od severovýchodu na jih Galie. Vrcholem této konfrontace se stala bitva u Vouillé (507), v níž zvítězili Frankové.
Vizigóti, jejichž král Alarich II. v této bitvě padl, se po roce 507 museli stáhnout na území Hispánie – z původních držav severně od Pyrenejí jim zůstala jen tzv. Septimánie, území kolem dnešního města Narbonne. V té době se dostali pod silný vliv Ostrogótů, příbuzných, kteří v devadesátých letech 5. století ovládli celý Apeninský poloostrov včetně Říma. Závislost na Ostrogótech se však ukázala být přechodným jevem, související s autoritou a prestiží krále Theodoricha Velikého. Vizigóty však po roce 507 zachránila před další franskou agresí.

### Vizigótská říše v Hispánii

Největší rozloha říše okolo roku 500

V Hispánii se z Vizigótů stala pouze vládnoucí menšina. Většinu tvořilo obyvatelstvo hispanořímského původu, které bylo jazykově romanizované a vyznávalo katolické náboženství, zatímco Vizigóti byli ariány. Zpočátku se výrazně odlišovali také způsobem života. Nicméně navzdory tomu, že byla nyní Hispánie ovládána barbary, nezažila úpadek zájmu o klasickou kulturu v takovém rozsahu, jaký postihl Británii nebo Galii, což je významnou skutečností hovořící ve prospěch Vizigótů. Ti měli navíc tendenci udržovat staré římské instituce a rovněž projevovali jedinečný respekt k římským zákonům a zákoníkům vůbec (viz Alarichův breviář). Ve čtyřicátých a padesátých letech 6. století procházel vizigótský stát vážnou krizí, způsobenou odstředivými tendencemi hispanořímské šlechty. Toho využili Byzantinci k ovládnutí jihovýchodního pobřeží Španělska (554), jehož se zmocnila vojska císaře Justiniána I. Teprve za krále Leovigilda (568–586) a jeho syna Rekkareda (586–601) se podařilo obnovit silnou ústřední vládu s centrem v Toledu. Na přelomu 6. a 7. století byli z poloostrova vytlačeni Byzantinci, 568–585 vyvrácena svébská říše na severozápadě poloostrova. Poté kontrolovali vizigótští králové celé území dnešního Španělska a Portugalska.

Členění vizigótské Hispánie kolem roku 700

Král Rekkared pochopil také význam jednotného vyznání obyvatelstva říše a ve snaze předejít nové opozici hispanořímské šlechty vyznávající katolicismus se roku 587 vzdal ariánského vyznání a přestoupil s nejvýznamnějšími velmoži ke katolické víře. Roku 589 svolal koncil do Toleda a vyhlásil katolictví za státní náboženství. Král se stal fakticky hlavou církve a biskupové byli povinni mu sloužit. To ve svém důsledku zlepšilo vztahy krále vůči jeho hispanořímským poddaným. Soužití obou skupin obyvatelstva zůstávalo už nadále relativně klidné, přesto se Vizigóti až do počátku muslimské nadvlády vehementně bránili svému splynutí s většinovou španělskou populací. Katolická církev nabyla velkého vlivu a již tehdy přistoupila k pronásledování Židů, kteří tvořili významnou složku obyvatelstva.
Nahrazení římské vlády vizigótskou mocí velká část hispanořímské společnosti nijak zvlášť nepocítila. Uspořádání vizigótské říše vykazovalo značnou kontinuitu se společenským zřízením římské provincie Hispánie. Zůstala správní struktura, daňový systém, pouze funkci provinčních úřadů převzal král. Římští úředníci spravující zemi nebyli barbary, kteří se moc nezajímali o záležitosti hospodářství a správy státu, příliš rušeni ve své činnosti. Vizigóti se starali především o svůj osobní prospěch a obohacení. To je také jeden z důvodů, proč se z tohoto období dějin Španělska zachovalo jen velmi málo literárních děl. Typické bylo zachování otroctví, po příchodu Vizigótů počet otroků dokonce ještě vzrostl. Nejvíce viditelným jevem vizigótské vlády byla už z římských dob pokračující tendence deurbanizace hispánských měst. Ta si však i nadále zachovávala funkci center řemesla a obchodu. Hispánie se opět stala hospodářsky prosperující zemí.
V 7. století zažila vizigótská říše své vrcholné období (posílení vazeb mezi církví a panovníkem, právní kodifikace), nicméně čas od času vyskytující se boje o královskou vládu ji neustále oslabovaly. To ostatně napomohlo ke zhroucení jejich moci. Navíc kvůli své segregaci se Vizigóti po příchodu Maurů v 8. století nemohli nikterak spoléhat na loajalitu místního obyvatelstva.

### Příchod Arabů
Postupně se i na Pyrenejském poloostrově přežily antické poměry a vizigótská společnost začala procházet hlubokými proměnami. Vedly ke značné vnitropolitické labilitě, k níž se přidaly politické zmatky, převraty a pokusy uchvátit trůn. To oslabilo také postavení vizigótského státu navenek. Když se roku 711 vylodili na jižním pobřeží arabští nájezdníci ze severní Afriky, nebyli jim Vizigóti schopni čelit. Jejich říše byla dobyta v letech 711–713 Araby a Berbery a zanikla. Jen na úplném severu poloostrova, v hornatých oblastech pozdější Asturie, se udržela drobná panství v čele s vizigótskými šlechtici, zárodek budoucích křesťanských středověkých království.